# プラスタグス
プラスタグス（Prasutagus）は、Pケルト言語圏域のケルト人イケニ族の王。紀元1世紀頃、現在のイングランド東部ノーフォーク地域を治めていた。彼はローマ帝国に対して大規模な反乱を起こしたブーディカの夫として知られている。

## 生涯
プラスタグスは、後のローマ皇帝クラウディウスがブリタンニアに遠征した43年に降伏した11人の王のひとり、もしくは反乱に敗れた後の47年に推挙され、前王を継いで王位に就いたものと推測されている。
ともかくも、ローマ帝国との同盟関係の下、プラスタグスの部族は名目上独立を維持し、これを更に確固たるものにするために、ローマ皇帝を相続人たる彼の二人の娘との共同統治者に仕立てる戦略を取った。歴史学者タキトゥスは、繁栄した氏族に囲まれつつプラスタグスは長命を誇ったが、彼が死ぬとローマは彼の意思を無視し、王国をローマ帝国に併呑し、イケニの貴族たちの土地や財産を簒奪し、彼の遺族らは虐げられた。60/61年にプラスタグスの未亡人ブーディカはローマへ反旗を翻し、三つの植民都市を破壊したがワトリング街道の戦いでガイウス・スエトニウス・パウリヌス総督率いる軍に破れた。ブーディカは死亡し、二人の娘のその後は伝わっていない。こうして、プラスタグスの血統は歴史から消えた。

## コイン
サフォーク州で発掘されたコインから、SVB ESVPRASTO ESICO FECIT（ラテン語で「（このコインは）Esuprastus Esicoによって製造」）という表示が見つかった。一部の歴史学者は、この「Esuprastus」こそがタキトゥスが言うところのプラスタグス王の真名だという説を唱えた。他の解釈では、「Esuprastus」をケルト神話に登場するエスス(en)神の名から派生し"lord"や"master"または"honour"を意味する冠詞「Esu-」と、短縮された人物名「Prasto-」の合成語と解釈し、コインの碑銘全体を「（このコインは）君主Prasto-による（製造）」と読んでいる。また、Corieltauvi族のコインから、スペルこそ異なるが同一人物を指している記名IISVPRASVやESVPASVも数多く発見されている。一方、プラスタグス王の先代はSCAVO（ラテン語で"scaeva"＝英語 "left"＝「左」、またはラテン語で"scaevola"＝英語 "left-handed"＝「左利き」と推察される）とコインに銘されている。この二人の支配者によるローマ風の仕様と言語を用いた2枚のコインは、作られた時期が20年と隔たれていないと思われる。コインに詳しいChris Ruddは、この時期の狭さが、「Esuprastus」がプラスタグス王であり、47年のイケニ族反乱によって慌しく前王SCAVOとの王権交代があったことを裏付けているとの説を提案した。